# Bitwa pod Ausculum
Bitwa pod Ausculum – starcie zbrojne, które miało miejsce w roku 279 p.n.e. podczas wojny Pyrrusa z Rzymem.
Bitwa trwała dwa dni. Pierwszy dzień walk nie przyniósł rozstrzygnięcia.
W drugim dniu starcia greckich wojsk króla Epiru z rzymskimi legionami zwycięsko wyszedł Pyrrus. O zwycięstwie króla Epiru miała przesądzić szarża prawie 20 słoni bojowych, które wywołały panikę w rzymskich oddziałach.
Wedle starożytnych historyków Pyrrus miał powiedzieć po bitwie do gratulujących mu wygranej oficerów: "Jeszcze jedno takie zwycięstwo i będę zgubiony". Odnosiło się to do tego, iż zwycięstwo kosztowało Pyrrusa ok. 3–4 tys. zabitych (w tym wielu oficerów) i dużą liczbę rannych (w sumie kilkanaście procent składu osobowego armii), które to straty w warunkach wojny prowadzonej na obcym terytorium były nie do uzupełnienia; natomiast Rzymianie, mimo iż ich straty były większe (ok. 6 tys.), operując na własnej ziemi z łatwością mogli sformować nowe legiony. Z zacytowanych słów Pyrrusa pochodzi (niezbyt ściśle nawiązujący do sytuacji króla Epiru) zwrot  "pyrrusowe zwycięstwo", oznaczający sukces odniesiony ogromnym kosztem i w dalszej konsekwencji prowadzący do przegranej.
Według niektórych historyków bitwa ta była nierozstrzygnięta.